# Chyna
Chyna (født 27. december 1969, død 20. april 2016) var en amerikansk professionel wrestler, glamour-model, pornoskuespiller og bodybuilder.